# Kara-indash
Kara-indash est un roi babylonien, qui aurait régné vers la fin du XVe siècle av. J.-C. C'est le seizième roi de la dynastie kassite. 
Il est connu pour avoir fait construire un petit temple de forme originale dans le sanctuaire d'Ishtar à Uruk, décoré par un bas-relief en briques cuites moulées. Il a laissé dans ce temple une inscription de fondation où il se présente comme « roi de Babylone, roi de Sumer et d'Akkad, roi des Kassites, roi de Karduniash ». Des sources postérieures à son règne mentionnent d'autres faits le concernant dans les relations internationales. 
Selon la chronique historique appelée Histoire synchronique, il a passé un traité de paix avec le roi Assur-bel-nisheshu d'Assyrie, fixant la frontière entre leurs deux royaumes. Une lettre diplomatique retrouvée dans la correspondance de Tell el-Amarna en Égypte, envoyée par un de ses successeurs, Burna-Buriash II, mentionne le fait qu'il est le premier roi babylonien à avoir eu des contacts diplomatiques avec l'Égypte. Le règne de Kara-indash s'inscrit donc dans la période d'ascension du royaume babylonien sous la dynastie kassite, qui se caractérise par la remise en ordre de régions de la Babylonie qui avaient décliné depuis plusieurs siècles, avant tout le sud, et une diplomatie qui parvient à l'élever au rang de grande puissance du Moyen-Orient. Cette dynamique se confirme sous son successeur Kurigalzu Ier.